# Luzifer (Stuck)
Luzifer ist ein Gemälde des deutschen Künstlers Franz von Stuck aus dem Jahr 1890. Es gehört zu Stucks „dunkler monumentaler“ Phase und zeigt das Bildnis eines „männlichen Dämons“.

## Geschichte
Das Gemälde wurde von Stucks Atelier in München 1891 für die königliche Sammlung in Sofia an König Ferdinand I. verkauft. Am 25. Dezember 1930 übertrug König Boris III. das Gemälde an das Nationalmuseum, ab 1948 wurde es Teil der Nationalen Kunstgalerie. Im Jahr 1985 wurde es an die Nationalgalerie für Ausländische Kunst übertragen, und 2015 an die Fonds Gallery „Square 500“.
Die Leinwandgröße beträgt 161 × 152,5 cm.

## Ausstellungen
Das Bild wurde in zahlreichen internationalen Ausstellungen ausgestellt:
- 1972 – Deutsche Kunst um 1900 in Berlin
- 2000 – Das Reich des Geistes. Die Entwicklung der deutschen Symbolik 1870 – 1920 in Frankfurt, Birmingham und Stockholm
- 2005–2006 – Geschichte der Melancholie in Paris und Berlin
- 2006–2007 – Franz von Stuck. Der moderne Lucifer in Trient
- 2008–2009 – Meisterwerke von Franz von Stuck in München